# Althepus tadetuensis
Espèce
Althepus tadetuensis est une espèce d'araignées aranéomorphes de la famille des Psilodercidae.

## Distribution
Cette espèce est endémique de la province de Champassak au Laos,. Elle se rencontre vers Tad E-tu.

## Description
Le mâle holotype mesure 3,80 mm et la femelle paratype 3,60 mm.

## Étymologie
Son nom d'espèce, composé de tadetu et du suffixe latin -ensis, « qui vit dans, qui habite », lui a été donné en référence au lieu de sa découverte, Tad E-tu.

## Publication originale
- Li, Liu, Wongprom & Li, 2018 : Sixteen new species of the spider genus Althepus Thorell, 1898 (Araneae: Ochyroceratidae) from Southeast Asia. Zootaxa, no 4471(3), p. 401-445.